# Beigan
Beigan (en chino: 北竿, también llamada 北竿鄉; Municipio de Beigan) Es parte de las islas del norte del archipiélago Matsu, y está oficialmente administrada como parte del Condado de Lienchiang de la República de China (Taiwán). Incluye una isla principal y varios islotes menores, el aeropuerto Matsu Beigan establece aquí un enlace entre la isla de Taiwán y las islas de Matsu.
Este municipio fue uno de los tres mini-enlaces (小 三通) a China continental antes de que los vínculos directos entre Taiwán y la República Popular China fueran restablecidos.
Tiene un Área de 8,96 km² y población de 1.837 para el año 2011.